# الاتحاد الدولي للكيمياء السريرية والطب المخبري
الاتحاد الدولي للكيمياء السريرية والطب المخبري (بالإنجليزية: International Federation of Clinical Chemistry and Laboratory Medicine)‏ وَيُدعى اختصاراً (IFCC)، وهوَ اتحاد رائِد في مجال الكيمياء السريرية والطِب المِخبري، تَأسَسَ في عام 1952 بِهدف تعزيز الرُؤية العالمية حولَ الكيمياء السَريرية وَالطِب المِخبري، وَيعمل الاتحاد على مُحاولة بناء كفاءات مِهنية في جَميع أنحاء العالم، كما يَعمل على نَشر مَعلومات حولَ أفضل المُمارسات على المُستوى التكنولوجي والاقتصادي فيما يَخص الكيمياء السريرية والطِب المِخبري، وَيعمل أيضاً على تعزيز المُستوى العِلمي لهذه التَخصصات وزيادة جَودة التَشخيص وَعلاج المَرضى.
يَضم الاتحاد في عُضويته 88 جَمعية وَطنية، كَما يرتبط مع 5 اتحادات إقليمية وَ49 عُضو مُؤسس، كَما يَضُم 12 عُضو يُمثلون 45000 أخصائي طب مخبري حولَ العالم.

## الأعضاء
قائِمة الأعضاء المُمثلين لأخصائيي الطِب المِخبري حولَ العالم:
- أليكس جالورو (البرازيل).
- شانتي نايتو كماتهم (الهند).
- رضا بختياري (إيران).
- ريم جميل أبو أحمد (الأردن).
- جيسوس نوربيرتو لوزانو رويز إسبارسا (المكسيك).
- فينود رام ماهاتو (نيبال).
- أسامة أحمد النجار (فلسطين).
- اليزابيث آرسيلانا (الفلبين).
- تاتيانا فالفيلفا (روسيا).
- رافائيل كالافيل كلار (إسبانيا).
- نجيب إلهان (تركيا).
- جانا لونوفا (أوكرانيا).

## المَراجع
1. ↑  تاريخ الاتحاد الدولي للكيمياء السريرة والطب المِخبري/المَوقع الرَسمي للاتحاد. نسخة محفوظة 24 يوليو 2017 على موقع واي باك مشين.
2. ↑  قائمة الأعضاء/ موقع الاتحاد الرَسمي. نسخة محفوظة 29 يوليو 2017 على موقع واي باك مشين.